# Efraín Sánchez
Efraín Sánchez (Barranquilla, 1926. február 26. – 2020. január 16.) válogatott kolumbiai labdarúgó, kapus, edző.
Beceneve Caimán, házastársa Xiomara Hernández.
20 éves korában az argentin San Lorenzo de Almagróhoz került, később több kolumbiai csapatban és a mexikói Atlasban is játszott. 1962-ben pályára lépett a világbajnokságon, majd 1975-ben szövetségi kapitányként ezüstéremig vezette Kolumbiát a Copa Américán.